# Порфирій Горотак
Порфирій Горотак — фіктивний автор «Дияболічних парабол» — збірки віршованих пародій на різних українських діячів, письменників та митців діаспори. Збірку написано у співавторстві Юрієм Кленом та Леонідом Мосендзом і видано 1947 року. Автори додали до збірки вигадану біографію Горотака — обдарованого юнака з Зеленого Клину, який мандрував Далеким та Середнім Сходом.